# ハンス＝エッケハルト・ボプ
ハンス＝エッケハルト・ボプ（Hans-Ekkehard Bob、1917年1月24日 - 2013年8月12日）は、第二次世界大戦時のドイツ空軍のエース・パイロットである。約700回の戦闘任務に出撃し、東部戦線での37機を含む60機を撃墜した。

## 初期の空軍で
ハンス＝エッケハルト・ボプは1936年に士官候補生（Fahnenjunker）としてドイツ空軍に入隊し、1937年6月1日に飛行訓練を始めた。
1938年にボプは士官学校に入校し、ヴィースバーデンの第133戦闘飛行隊（Jagdfliegergruppe 133）に転属し、ズテーテンランド占領時にアラド Ar 68複葉機に搭乗して初めて出撃した。主な任務は爆撃機や輸送機の護衛であった。その後、ボプはガブリンゲンのメッサーシュミット Bf 110を装備する重戦闘機航空団の第334戦闘航空団（JG334）へ異動すると共に少尉に昇進した。

## 第二次世界大戦
ポーランド侵攻の少し前の1939年にボプは新しく編成された第21戦闘航空団第3飛行中隊（3./JG21。後に"悪魔飛行隊"として知られる）へ異動となり、この部隊は1940年6月6日に第54戦闘航空団第9飛行中隊（9./JG54）に改称された。この部隊はメッサーシュミットBf109を装備しており、ボブは数年に渡りこの機種に慣れ親しみK型（Kurfürst）を除くあらゆる型に搭乗した。
フランス侵攻期間中の1940年5月10日にボプはベルギーのToveren上空でグロスター グラディエーターを撃墜し最初の勝利を記録した。同年8月に中尉に昇進し、1940年10月10日には7./JG 54の中隊長（Staffelkapitän）に任命されたがこの部隊の所属は短期間で直ぐに9./JG 54の中隊長に再度任命された。
バトル・オブ・ブリテンの期間中に9./JG 54は船舶を攻撃する「ヤーボ（Jabo）」（Jagdbomber、戦闘爆撃機）部隊として活動した。1940年11月までにボプは19機を撃墜し、1941年5月7日に国家元帥のヘルマン・ゲーリングから騎士鉄十字勲章を授与された。
1941年5月21日にボプはエンジン故障により練習機のビュッカー Bü 131をシェルブールの海岸に不時着させたが負傷はしなかった。バトル・オブ・ブリテン後にバルカン戦線 (第二次世界大戦)に参加し20と21機目の撃墜を記録した。JG 54は装備を新型のBf109Fに改編し、ロシア侵攻の準備のためにプロイセンの飛行場に移動した。
1941年6月23日、バルバロッサ作戦（ロシアへの侵攻）の期間にハンス＝エッケハルト・ボプは双発爆撃機のSB-2を撃墜しロシア空域での初の戦果を記録した。この戦闘で乗機のBf109F-2は反撃を受けて被弾し、敵の前線の背後に不時着しなければならなかった。ボプは捕虜になることを免れ、2日後に原隊へ帰還した。
1941年7月13日から10月30日の間、ボプは更に3度も戦闘中の被弾により敵の前線の背後に不時着したが、3度とも原隊へ帰還した。

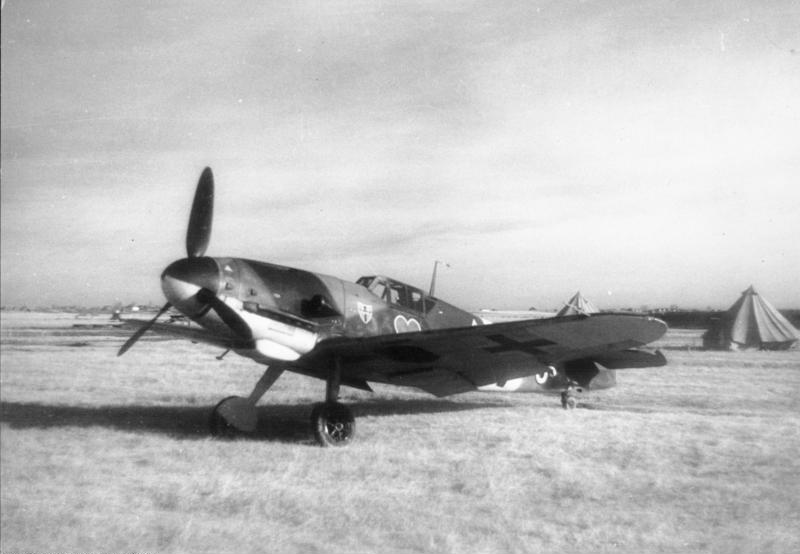
JG54のメッサーシュミット Bf109G

1942年9月23日にボブは50機目を撃墜し、その年の終わりに大尉に昇進した。戦闘機隊総監（General der Jagdflieger）のアドルフ・ガーランドからフランスに駐屯している第26戦闘航空団（JG26）と配置を入れ替わるようにとの命令を受けたことでハンス＝エッケハルト・ボプと彼のJG54第III飛行隊（III./JG54）の東部戦線での活動は1943年2月に終わった。後にこの命令は撤回されたがIII./JG54はその他の「グリュンヘルツ（'Grünherz'）」（緑のハート：JG54の愛称）部隊と切り離され西部戦線に留まり、当初は 第1戦闘航空団（JG1）と共にドイツ北部を担当した。
1943年4月17日にボプはBf109 G-6に搭乗して、ブレーメン近郊でアメリカ陸軍航空軍（USAAF）のボーイング B-17爆撃機に突入して撃墜し57機目の戦果を記録した。ボブは落下傘降下をしたが突入による怪我も負わなかった。8月1日にボプは少佐に昇進し、IV./JG54の飛行隊長になった。ボブは東部戦線に戻りそこで更に2機を撃墜した。
1944年5月にボプは（ノルマンディー侵攻の最前線地帯を拠点としていた）第3戦闘航空団第II飛行隊（II./JG3）の飛行隊長として西部戦線に戻り、本土防衛（Reichsverteidigung）任務に就いた。8月にボプは第262実験隊（Erprobungskommando 262）に異動し、そこでメッサーシュミット Me262の操縦法を習得した。
1945年初めにボプは経験をかわれてヨーゼフ・カムフーバー少将の参謀幕僚部員となり、そこでは新造のMe262機を運用部隊へ配分する責務を負っていた。後に第2予備戦闘航空団（EJG2）/第Iと第II飛行隊の指揮を執り、前職で爆撃機を操縦していたパイロット達にMe262の飛行訓練や習熟を行う担当者となった。
ボプはアドルフ・ガーランド率いるジェット戦闘機部隊の第44戦闘団（JV44）の飛行要員に選抜されたエース・パイロットの1人であった。第二次世界大戦の最後の日々にボプはインスブルック飛行場の滑走路をMe262が離着陸できるように延長する工事を担当していた。1945年5月8日のドイツ降伏の日にボプはザルツブルク近郊の小さな村カップルに居た。ボプはカップルから1,400km以上を6週間かけて歩いて家のあるツェレへ戻った。

## 戦後
ボプは農場労働者として民間人の生活に戻り、1946年に自身の運送会社を設立した。この頃、ボプはJV 44時代の戦友でJG 54時代からの古い友人であるヴァルデマー・ヴェプケ（Waldemar Wuebke）に再会した。ボプは現在でも顔に笑みを浮かべながらこの話をする。ヴェプケが相変わらず古い制服と将校帽を着ていると英軍の将校に「何だってまた古着なんぞ着ているのかね？」と尋ねら、ヴェプケは「あんたの婆さまが痔持ちかどうか訊いてもいいかい？」と答えた。ボプは再びヴェプケに会うことはなかった。後にヴェプケは旅客機事故が元で負った傷により1950年代の初めにアルゼンチンで死去した。
1956年にボプはドリル機械専門のBOMAG社（Bohrmaschinen und Geräte GmbH）を創立すると共にツェレ飛行倶楽部も設立した。ボプは齢92歳にして自身の飛行機を操縦し、世界最高齢のパイロット免許保持者であると信じられていた。ボプは引退生活を楽しみ、ドイツ空軍に関する研究の手伝いをしていた。
2000年9月30日から10月1日にカリフォルニア州、サンタモニカで開催されたバトル・オブ・ブリテン60周年式典の歴史的人物の中にボプもいた。
ボプは45年以上も妻のクリスタ（Christa）と連れ添い、2人の間には3人の子供ローランド（Roland）、エルマー・ボプ (Elmar) 、デリア（Delia）がいた。2013年8月12日、96歳で死去。